# Dirigeable de haute altitude

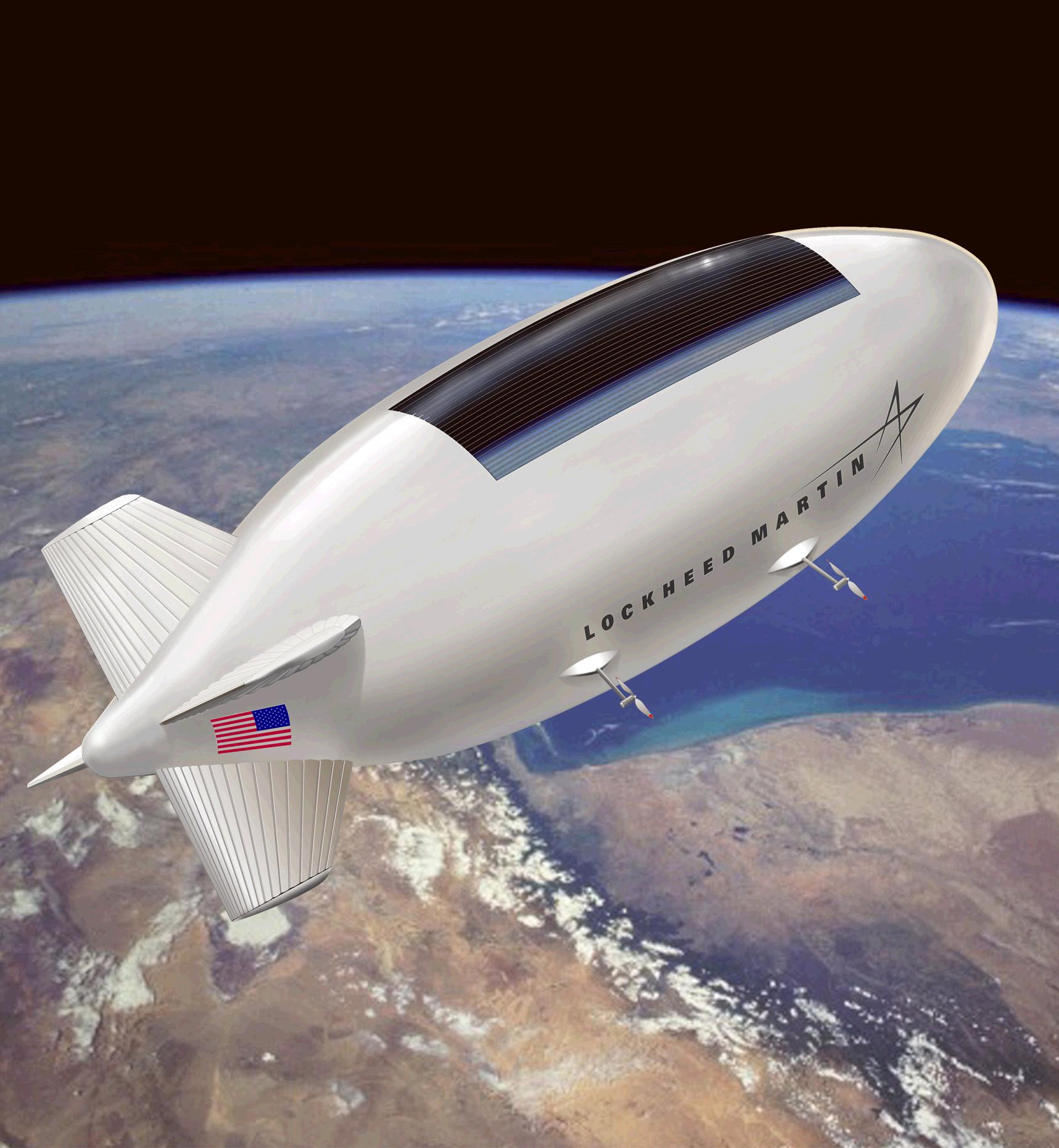
Dessin d'artiste du projet de dirigeable de haute altitude

Le dirigeable de haute altitude est un  appareil automatisé de la famille des dirigeables. Plateforme à haute altitude, il est conçu pour prendre position de manière quasi-géostationnaire pour agir en tant que plateforme de surveillance, relais de télécommunications, et éventuellement, station d'observation météorologique. Ces appareils offrent une alternative performante et peu coûteuse aux satellites. 

## Difficultés techniques
Il est difficile de maintenir un objet sur une position géostationnaire par voie propulsive sans avoir une connaissance précise de l'environnement qui l'entoure. L'appareil proposé par Lockheed propose d'opérer juste au-dessus du courant-jet (21 km). Il doit toujours rester à une distance minimale de ce courant pour conserver des conditions acceptables de vent et de turbulences. 
Une vérification régulière de la pureté de l'hélium embarqué doit être également réalisée pour éviter la dégradation du gaz, notamment sous l'influence de la migration de l'air et de la vapeur d'eau à l'intérieur de l'enveloppe. La conception particulière de l'enveloppe doit réduire l'impact de ces phénomènes.

## Prototype militaire
Début 2006, l'agence de développement des missiles du département de la Défense des États-Unis a mandaté la société Lockheed Martin pour mettre au point un dirigeable de haute altitude (en anglais « High-Altitude Airship » ou HAA) afin d'améliorer la capacité de son système de défense contre les missiles balistiques (le BMDS). Initialement, il était proposé de lancer cet appareil en 2008. 

### Caractéristiques
Le dirigeable devrait voler par périodes de 1 mois, et devrait pouvoir surveiller une zone circulaire de 1000 km de diamètre. Il utiliserait comme source d'énergie pour fonctionner en vol et demeurer correctement positionné, un ensemble de panneaux photo-voltaïques. Pour diminuer au maximum sa consommation électrique, le HAA serait composé de matériaux ultra légers. Cet allègement lui permettrait aussi d'augmenter sa capacité d'emport de charge utile, sans augmenter le poids des systèmes propulsifs. 
Il devrait mesurer 150 m de long et 45 m de diamètre.

## Prototypes scientifiques
Une équipe de l'université Purdue, financée par l'armée américaine, a travaillé sur un modèle réduit de prototype de plateforme aérienne. L'appareil étudié a servi à concevoir un modèle mathématique pour la stabilisation géostationnaire.